# Norberto Patinho
Norberto António Lopes Patinho (22 de setembro de 1954) é um deputado e político português. Ele é deputado à Assembleia da República na XIV legislatura pelo Partido Socialista. Possui uma licenciatura em Administração e Gestão Escolar.